# Пабло Ібаньєс
Пабло Ібаньєс (ісп. Pablo Ibáñez, нар. 3 серпня 1981, Мадрігерас) — колишній іспанський футболіст, що грав на позиції захисника.
Виступав за іспанські клуби «Альбасете» та «Атлетіко», вигравши з останнім Лігу Європи. Також грав в англійських клубах «Вест-Бромвіч Альбіон» та «Бірмінгем Сіті» і за національну збірну Іспанії, разом з якою був учасником чемпіонату світу 2006 року.

## Клубна кар'єра
Народився 3 серпня 1981 року в місті Мадрігерас. Вихованець футбольної школи клубу «Альбасете». З 1999 по 2002 рік грав за другу команду в Терсері, четвертому за рівнем дивізіоні. Дорослу футбольну кар'єру розпочав 2002 року в основній команді того ж клубу, в якій провів два сезони, причому в першому ж допоміг команді вийти в Ла Лігу, де і продовжив виступи на наступний сезон. Всього взяв участь у 74 матчах чемпіонату.
Своєю грою за цю команду привернув увагу представників тренерського штабу клубу «Атлетіко», до складу якого приєднався влітку 2004 року. Відіграв за мадридський клуб наступні шість сезонів своєї ігрової кар'єри. У своєму останньому сезоні в команді (2009/10), коли клуб здобув Лігу Європи, Пабло втратив місце в основі, програвши конкуренцію новачку Хуаніто та Томашу Уйфалуші і зіграв лише 12 матчів у першій половині сезону, після чого взагалі перестав залучатись до матчів. 
Протягом сезону 2010/11 років захищав кольори новачка англійської Прем'єр-ліги «Вест-Бромвіч Альбіон», проте закріпитись в команді не зумів.
Завершив професійну ігрову кар'єру у клубі «Бірмінгем Сіті», за який виступав протягом 2011–2013 років у Чемпіоншипі, але закріпитись в основі також не зумів.

## Виступи за збірну
17 листопада 2004 року дебютував в офіційних матчах у складі національної збірної Іспанії в товариському матчі проти збірної Англії в Мадриді. Пабло замінив у перерві Карлоса Марчену і допоміг довести матч до перемоги 1:0.
У складі збірної був учасником чемпіонату світу 2006 року у Німеччині. На турнірі складав пару центральних захисників з Карлесом Пуйолем і зіграв у двох матчах групового етапу проти України (4:0) і Тунісу (3:1), а також в програному матчі 1/8 фіналу проти збірної Франції (1:3). Після «мундіалю» продовжив викликатись до збірної, проте виходив на поле нечасто.
Протягом кар'єри у національній команді, яка тривала 5 років, провів у формі головної команди країни 23 матчі.

## Статистика виступів

### Статистика клубних виступів
| Чемпіонат | Чемпіонат              | Чемпіонат        | Ліга | Ліга | Кубок         | Кубок         | Кубок ліги             | Кубок ліги             | Континент. змаг. | Континент. змаг. | Всього | Всього |
| Сезон     | Клуб                   | Ліга             | Ігри | Голи | Ігри          | Голи          | Ігри                   | Голи                   | Ігри             | Голи             | Ігри   | Голи   |
| Іспанія   | Іспанія                | Іспанія          | Ліга | Ліга | Кубок Іспанії | Кубок Іспанії | Кубок іспанської ліги  | Кубок іспанської ліги  | Європа           | Європа           | Всього | Всього |
| --------- | ---------------------- | ---------------- | ---- | ---- | ------------- | ------------- | ---------------------- | ---------------------- | ---------------- | ---------------- | ------ | ------ |
| 2002/03   | «Альбасете»            | Сегунда Дивізіон | 38   | 1    | 1             | 0             | —                      | —                      | —                | —                | 39     | 1      |
| 2003/04   | «Альбасете»            | Ла Ліга          | 37   | 1    | 0             | 0             | —                      | —                      | —                | —                | 37     | 1      |
| 2004/05   | «Атлетіко»             | Ла Ліга          | 35   | 3    | 8             | 1             | —                      | —                      | 5                | 0                | 48     | 4      |
| 2005/06   | «Атлетіко»             | Ла Ліга          | 35   | 2    | 3             | 0             | —                      | —                      | —                | —                | 38     | 2      |
| 2006/07   | «Атлетіко»             | Ла Ліга          | 24   | 2    | 2             | 0             | —                      | —                      | —                | —                | 26     | 2      |
| 2007/08   | «Атлетіко»             | Ла Ліга          | 34   | 1    | 3             | 0             | —                      | —                      | 9                | 0                | 46     | 1      |
| 2008/09   | «Атлетіко»             | Ла Ліга          | 21   | 1    | 3             | 0             | —                      | —                      | 4                | 0                | 28     | 1      |
| 2009/10   | «Атлетіко»             | Ла Ліга          | 7    | 0    | 2             | 0             | —                      | —                      | 3                | 0                | 12     | 0      |
| Англія    | Англія                 | Англія           | Ліга | Ліга | Кубок Англії  | Кубок Англії  | Кубок англійської ліги | Кубок англійської ліги | Європа           | Європа           | Всього | Всього |
| 2010/11   | «Вест-Бромвіч Альбіон» | Прем'єр-ліга     | 10   | 1    | 0             | 0             | 4                      | 1                      | —                | —                | 14     | 2      |
| 2011/12   | «Бірмінгем Сіті»       | Чемпіоншип       | 15   | 0    | 2             | 0             | 1                      | 0                      | 5                | 0                | 23     | 0      |
| 2012/13   | «Бірмінгем Сіті»       | Чемпіоншип       | 6    | 0    | 0             | 0             | 1                      | 0                      | —                | —                | 7      | 0      |
| Країна    | Іспанія                | Іспанія          | 231  | 11   | 22            | 1             | —                      | —                      | 21               | 0                | 244    | 12     |
| Країна    | Англія                 | Англія           | 21   | 1    | 2             | 0             | 6                      | 1                      | 5                | 0                | 44     | 2      |
| Всього    | Всього                 | Всього           | 262  | 12   | 24            | 1             | 6                      | 1                      | 26               | 0                | 318    | 14     |

1. ↑  В Кубку Інтертото
2. ↑  1 матч в Кубку Інтертото, 8 матчів в Кубку УЄФА
3. 1 2  В Лізі чемпіонів
4. ↑  2 з них — в плей-оф
5. ↑  В Лізі Європи

### Збірна
| Іспанія (U-21) | Іспанія (U-21) | Іспанія (U-21) |
| Рік            | Ігор           | Голів          |
| -------------- | -------------- | -------------- |
| 2002           | 1              | 0              |
| 2003           | 9              | 0              |
| Іспанія        |                |                |
| Рік            | Ігор           | Голів          |
| 2004           | 1              | 0              |
| 2005           | 6              | 0              |
| 2006           | 11             | 0              |
| 2007           | 4              | 0              |
| 2008           | 1              | 0              |
| Загалом        | 33             | 0              |

## Титули і досягнення
- Переможець Ліги Європи (1):

«Атлетіко»: 2009-10